# Hoče-Slivnica
Hoče-Slivnica (in tedesco Kötsch, Schleinitz) è un comune di 10 866 abitanti della Slovenia nord-orientale. 
Durante il dominio asburgico sia Hoče sia Slivnica pri Mariboru furono comuni autonomi.

## Località
Il comune di Hoče - Slivnica è diviso in 13 insediamenti (naselja):
- Bohova
- Čreta
- Hočko Pohorje
- Hotinja vas,
- Orehova vas
- Pivola
- Polana
- Radizel
- Rogoza
- Slivnica pri Mariboru
- Slivniško Pohorje
- Spodnje Hoče
- Zgornje Hoče